# Бітумінозні породи
Бітумінозні породи — це осадові гірські породи, багаті на органічні речовини.

## Загальний опис
Це специфічний тип осадових порід, який містить значну кількість (>3 %) органічних речовин. До найпоширеніших типів належать бітумінозне вугілля, лігніт, горючий сланець або чорний сланець. Органічний матеріал може поширюватися по всій породі, надаючи їй однорідний темний колір, і/або він може бути присутнім у вигляді окремих частин дьогтю, бітуму, асфальту, нафти. Осадові породи, багаті органічними речовинами, можуть бути окремим видом корисної копалини (див. нафтоносні піски і геологія нафти). Потенційні вихідні породи — це будь-який тип осадових порід, які мають здатність вбирати флюїди (вапняк є класичним прикладом вихідної породи). Добрі породи-колектори — це будь-які осадові породи, які мають високу доступність порового простору. Це дозволяє вуглеводням накопичуватися в породі і зберігатися протягом тривалого періоду часу (наприклад, пісковик). Високопроникні пластові породи також являють інтерес для професіоналів галузі, оскільки вони дозволяють легко вилучати з них вуглеводні. Проте система природних вуглеводневих резервуарів не є повною без покриву. Покривні породи — це гірські породи, які мають дуже низьку пористість і проникність.

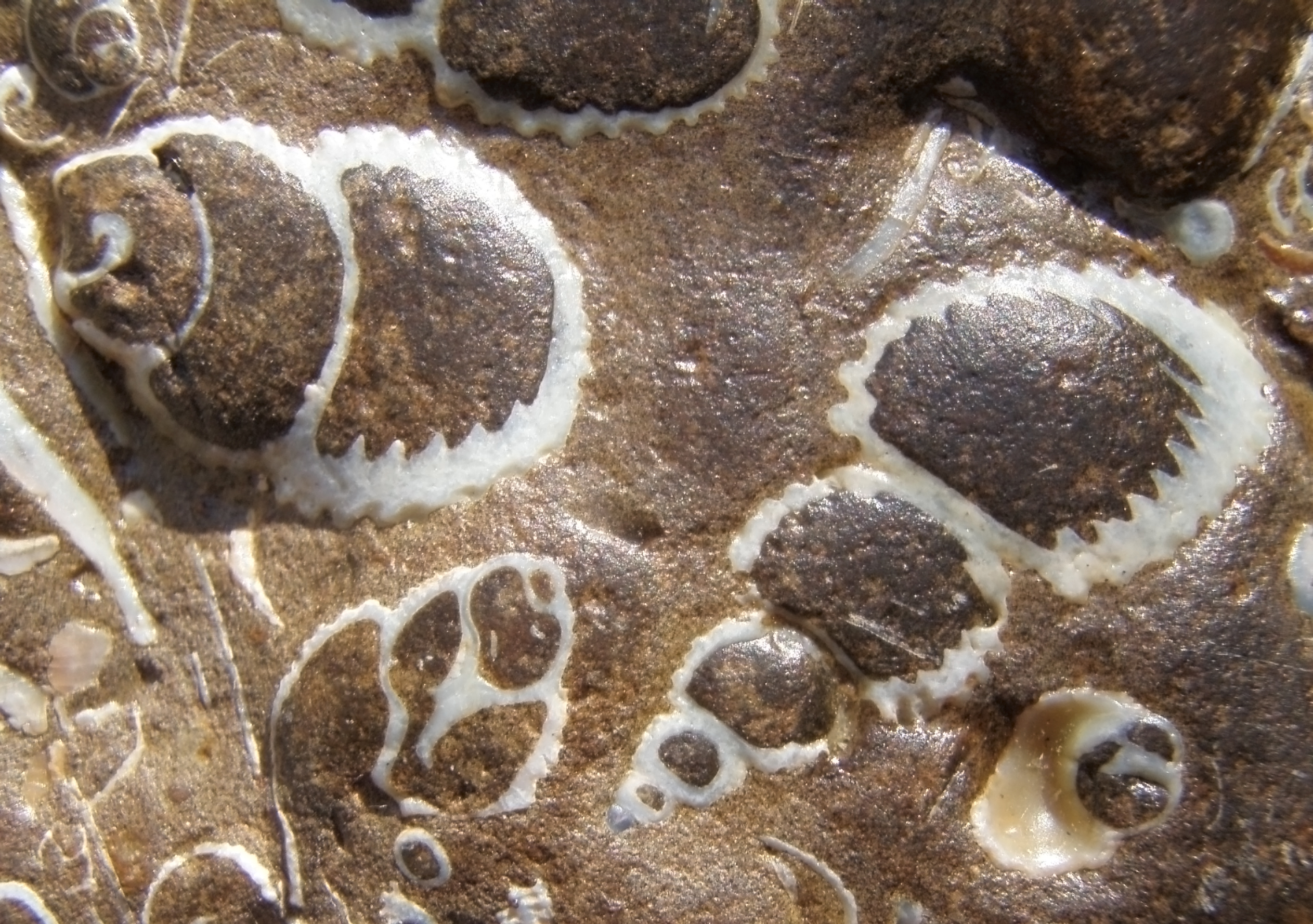
Пісковик з викопними черепашками

## Викопний органічний вуглець
Органічний вуглець отримують від давнього біологічного осадження речовини (кероген так називають геологами), і ця органічна речовина закопується разом із уламками мінералів та гірських порід в осадові породи. Температура та тиск умов поховання впливатимуть на діагенетичні процеси матеріалу та визначать, чи буде матеріал перетворений у нафту. Скам’янілий органічний вуглець може бути поширений у всьому сучасному середовищі, в річках, ґрунтах і, зрештою, в океанах. Цей процес відбувається протягом дуже великого масштабу часу і діє як один з основних механізмів повернення викопного органічного вуглецю в навколишнє середовище.